# Hình học vi phân

Một tam giác nhúng trên mặt yên ngựa (mặt hyperbolic paraboloid), cũng như hai đường thẳng song song trên nó.

Hình học vi phân là một nhánh của toán học sử dụng các công cụ và phương pháp của phép tính vi phân và tích phân cũng như đại số tuyến tính và đại số đa tuyến để nghiên cứu các vấn đề của hình học. Lý thuyết về các đường cong trong mặt phẳng và không gian cũng như về các mặt cong trong không gian Euclid ba chiều đã trở thành cơ sở và cho sự phát triển ban đầu của hình học vi phân vào thế kỷ thứ 18 và 19. Cuối thế kỷ thứ 19, hình học vi phân đã phát triển thành một lĩnh vực nghiên cứu những cấu trúc hình học tổng quát trên các đa tạp khả vi. Nó cũng có liên hệ mật thiết với ngành tôpô vi phân, và là một khía cạnh hình học của lĩnh vực phương trình vi phân. Chứng minh của Grigori Perelman về giả thuyết Poincaré sử dụng kĩ thuật dòng Ricci cho thấy sức mạnh của cách tiếp cận theo phương pháp hình học vi phân trong các câu hỏi và vấn đề của tôpô học và làm nổi bật vai trò quan trọng của các phương pháp giải tích. Hình học vi phân các mặt cong cũng đã thể hiện được nhiều ý tưởng chìa khóa và các đặc trưng kĩ thuật của lĩnh vực hình học vi phân.

## Lịch sử phát triển
Hình học vi phân đã được phát triển từ các nghiên cứu của Gaspard Monge và Carl Friedrich Gauss trong thời gian đầu thế kỷ 19. Trong thời gian này, toán học vẫn còn được nảy sinh mạnh mẽ từ các nhu cầu thực tiễn, và những kết quả quan trọng của toán học đã được đem ứng dụng cho việc đo vẽ bản đồ, định hướng trong hàng hải và khảo sát. Chúng được phát triển từ phương pháp hình chiếu bản đồ, đường trắc địa và độ cong Gauss. Cũng từ đây Gauss đã chú ý tới vấn đề tổng các góc trong một tam giác cầu không bằng 180 độ, và từ đó ông đã có những ý tưởng về hình học phi Euclid, trở thành những nhà tiên phong trong lĩnh vực hình học vi phân. Sau đó những đóng góp quan trọng cho lĩnh vực này đã được các nhà toán học bao gồm Bernhard Riemann,Elwin Bruno Christoffel, và Gregorio Ricci-Curbastro đưa ra vào cuối thế kỷ 19. Những nghiên cứu này đã được tập hợp và hệ thống hóa lại vào cuối thế kỷ 19 bởi các nhà toán học Jean Gaston Darboux và Luigi Bianchi.

## Các ứng dụng của hình học vi phân
Dưới đây là một số ứng dụng quan trọng của hình học vi phân trong toán học và khoa học:
- Trong Vật lý học, có ba ứng dụng chính là:
  - Hình học vi phân là công cụ cơ bản trong việc nghiên cứu thuyết tương đối tổng quát của Einstein[2]. Theo lý thuyết này, vũ trụ là một đa tạp trơn được trang bị cùng với metric giả-Riemann, cho phép miêu tả được độ cong của không thời gian. Áp dụng độ cong không thời gian là một việc không thể thiếu trong việc xác định vị trí của các vệ tinh nhân tạo quay xung quanh Trái Đất như hệ GPS. Hình học vi phân cũng là một công cụ không thể thiếu trong nghiên cứu thấu kính hấp dẫn và lỗ đen.
  - Các dạng vi phân rất có ích trong nghiên cứu điện từ học.
  - Hình học vi phân được áp dụng trong cả cơ học Lagrange và cơ học Hamilton. Đặc biệt các đa tạp Symplectic có thể dùng để nghiên cứu những hệ Hamilton.
- Trong kinh tế học, hình học vi phân có ứng dụng trong lĩnh vực kinh tế lượng[3].
- Áp dụng hình học vi phân vào mô hình hình học (bao gồm đồ họa máy tính) và thiết kế hình học trên máy tính làm đơn giản hóa các đối tượng hình học.
- Trong kĩ thuật, nó được áp dụng để giải quyết các vấn đề trong xử lý tín hiệu số[4] và trong lý thuyết đàn hồi.
- Trong xác suất, thống kê, và lý thuyết thông tin, chúng ta có thể giải thích nhiều cấu trúc khác nhau bằng các đa tạp Riemann, và nó là công cụ chủ yếu của hình học thông tin (information geometry), đặc biệt thông qua metric thông tin Fisher.
- Trong địa chất cấu tạo, hình học vi phân được sử dụng để phân tích và miêu tả các cấu trúc địa tầng.
- Trong trực quan máy tính (computer vision), hình học vi phân được sử dụng để phân tích các hình dạng.[5]

## Sách tham khảo
1. Wolfgang Kühnel (2005). Differential Geometry: Curves - Surfaces - Manifolds (ấn bản thứ 2). ISBN 0-821-83988-8.
2. Theodore Frankel (2004). The geometry of physics: an introduction (ấn bản thứ 2). ISBN 0-521-53927-7.
3. Spivak, Michael (1999). A Comprehensive Introduction to Differential Geometry (5 Volumes) (ấn bản thứ 3).
4. do Carmo, Manfredo (1976). Differential Geometry of Curves and Surfaces. ISBN 0-13-212589-7. Classical geometric approach to differential geometry without tensor analysis.
5. Kreyszig, Erwin (1991). Differential Geometry. ISBN 0-48-666721-9. Good classical geometric approach to differential geometry with tensor machinery.
6. do Carmo, Manfredo Perdigao (1994). Riemannian Geometry. Francis Flaherty biên dịch.
7. McCleary, John (1994). Geometry from a Differentiable Viewpoint.
8. Bloch, Ethan D. (1996). A First Course in Geometric Topology and Differential Geometry.
9. Gray, Alfred (1998). Modern Differential Geometry of Curves and Surfaces with Mathematica (ấn bản thứ 2).
10. Burke, William L. (1985). Applied Differential Geometry.
11. ter Haar Romeny, Bart M. (2003). Front-End Vision and Multi-Scale Image Analysis. ISBN 1-4020-1507-0.